# در چنگال تبهکاران
در چنگال تبهکاران (انگلیسی: In the Clutches of the Gang) یک فیلم صامت کمدی به کارگردانی جرج نیکولز و مک سنت است که در سال ۱۹۱۴ منتشر شد. با آنکه این فیلم، یک فیلم گمشده محسوب می‌شود، اما بخش‌های اندکی از آن در آکادمی علوم و هنرهای سینما موجود است.

## بازیگران
- راسکو آرباکل
- رابرت کاکس[۲]
- بابی دان[۲]
- جورج جسک
- ادگار کندی
- ویرجینیا کارتلی[۲]
- هنک من
- روب میلر
- جرج نیکولز
- فورد استرلینگ
- اَل سنت جان